# Burg auf Fehmarn
Burg auf Fehmarn (pol. hist. Głębokie) – dzielnica miasta Fehmarn na wyspie o tej samej nazwie, w Niemczech, w kraju związkowym Szlezwik-Holsztyn, w powiecie Ostholstein.

## Historia
Od XIII wieku do 31 grudnia 2002 r. Burg auf Fehmarn był miastem.